# Puig del Juí
El Puig del Juí és una muntanya de 996 metres que es troba al municipi de Santa Maria de Besora, a la comarca d'Osona.